# Julio Díaz (Boxer)
Julio C. Díaz (* 24. Dezember 1979 in Jiquilpan, Mexiko) ist ein mexikanischer Boxer im Leichtgewicht und Linksausleger. Er war von Mai 2004 bis März 2005 Weltmeister des Verbandes IBF sowie von Mai 2006 bis Februar 2007 Interims-Weltmeister der IBF sowie von Februar 2007 bis Oktober 2007 abermals IBF-Weltmeister.